# Sergo Datukasjvili
Sergo Datukasjvili (georgiska: სერგო დათუკაშვილი), född 28 april 1978 i Tbilisi i dåvarande Sovjetunionen, är en georgisk tidigare handbollsspelare (vänsternia).

## Klubblagskarriär
Sergo Datukasjvili började sin elitkarriär inom handboll i hemlandet och spelade för Shevardeni GTU i Tbilisi i Georgien (1998–2000). Han flyttade sedan till Montenegro och spelade för RK Lovćen till 2001. Sedan spelade han i Italien för Pallamano Rubiera. Efter ett år i Italien spelade han för grekiska GAC Kilkis till 2003. Hösten 2003 spelade han i spanska CB Tolimar Tres de Mayo. Våren 2004 spelade han för Olympic/Viking HK och sedan spelade han för svenska IFK Ystad (2004–2007). Efter visiten i Sverige spelade han i tyska TuS Nettelstedt-Lübbecke (2007–2008). Han spelade sedan i Slovenien RK Velenje (2008–2010) och sedan i tyska TBV Lemgo (2010–2011). Tatran Prešov hette klubben 2011–2012 men från hösten 2014 har han spelat i Serbien först i  RK Vojvodina (2014–2015) och sedan RK Metaloplastika året efter men han återvände 2016 till RK Vojvodina där han spelade sin sista säsong kända säsong till 2017.